# Antidorcas
Antidorcas — рід оленеподібних (Artiodactyla) ссавців з родини бикових (Bovidae), який включає одного живого спрингбока і кілька викопних видів.

## Види
- Antidorcas marsupialis
- †Antidorcas australis
- †Antidorcas bondi
- †Antidorcas recki